# Марин, Антонио
Антонио Марин (хорв. Antonio Marin; 9 января 2001 года, Загреб, Хорватия) — хорватский футболист, полузащитник хорватского клуба «Динамо (Загреб)».

## Клубная карьера
Марин — воспитанник загребского «Динамо». Пришёл в академию клуба в 2009 году. С сезона 2017/2018 привлекался к тренировкам с основным составом.  9 октября 2017 года подписал с клубом трёхлетний контракт. 19 мая 2018 года дебютировал в хорватском чемпионате в поединке против «Интера», выйдя на замену на 66-й минуте вместо Изет Хайрович.
Основной игрок юношеских сборных Хорватии. Участвовал в отборочных раундах к юношеским чемпионатам Европы. Участник чемпионата Европы 2017 года среди юношей до 17 лет, игрок основного состава. На турнире провёл все три встречи.

## Достижения
«Динамо» (Загреб)
- Чемпион Хорватии по футболу — 2017/2018